# 사냥꾼의 밤
《사냥꾼의 밤》(영어: The Night of the Hunter)은 1955년 개봉한 미국의 스릴러 영화이다. 찰스 로턴이 감독과 공동각본을 맡았으며, 데이비스 그럽의 동명 소설이 영화의 원작이다. 1992년 미국 국립영화등기부에 등재되었다.

## 출연

### 주연
- 로버트 미첨
- 쉘리 윈터스

### 조연
- 릴리안 기쉬
- 제임스 글리슨
- 이블린 바든
- 피터 그레이브스
- 돈 베도
- 빌리 채핀
- 글로리아 카스틸로

## 기타
- 원작자: 데이비스 그럽
- 미술: 힐야드 M. 브라운